# 山羊人
山羊人，是台灣達悟族傳說中的怪人，會施展強大的法術。

## 簡述
山羊人住在山裡，是個有著羊頭人身的怪人，雖然長相畸形，但他擁有相當強大的法力，曾經有兩個紅頭部落的人想把他抓回部落，結果一個人肩頸莫名腫起來、另一個人則是頭被徹底扭到後面；另外，山羊人也會施展法術讓死人五天後起死回生，這不僅讓跟隨他的氏族人口增長快速，甚至還一度被伊萬特人請去巴丹島復活夭折的孩子，並得到兩個金塊做為報酬。